# بروك ديفيس (كاتبة)
بروك ديفيس (بالإنجليزية: Brooke Davis) (1980 في أستراليا)؛ كاتِبة وروائية أسترالية.